# Hari Chandra Manikavasagam
Hari Chandra Manikavasagam (* 21. Juli 1930 in Port Dickson; † 29. Juni 2022 in Singapur) war ein malaysischer Leichtathlet.

## Leben
Hari Chandra Manikavasagam wurde 1930 als Sohn eines nationalen Leichtathletikmeisters geboren. Obwohl er zunächst Cricket und Hockey spielte, folgte er seinem Vater in die Leichtathletik und spezialisierte sich auf den 800-Meter-Lauf. Der Höhepunkt seiner Karriere war die Teilnahme an den Olympischen Sommerspielen 1956 für die Föderation Malaya. Dort schied Manikavasagam im Wettkampf über 800 m im Vorlauf aus. 1959 erhielt er die singapurische Staatsbürgerschaft.
Hari Chandra Manikavasagam litt am 29. Juni 2022 unter Atembeschwerden und verstarb später in der Notaufnahme eines Krankenhauses in Singapur.
Sein Bruder Jegathesan war ebenfalls Leichtathlet.